# Дёйн, Хюб
Хюб Дёйн (нидерл. Huub Duyn, род. 1 сентября 1984 в Ондердейке, Нидерланды) — голландский профессиональный шоссейный велогонщик. С 2017 года выступает за проконтинентальную команду «Vérandas Willems».

## Достижения
2004
2-й Хасселт — Спа — Хасселт
3-й Кольцо Эмпорады
2006
1-й Париж — Тур U23
2-й Мемориал Ван Конингсло
3-й Триптик де Мон э Шато
1-й Этап 1
3-й Триптик де Барраж
1-й Этап 1
3-й Гран-при Верегема
2009
1-й Этап 1 (КГ) Тур Катара
2011
1-й  Горная классификация Стер ЗЛМ Тур
2-й Омлоп Xет Ниувсблад U23
2-й Дварс дор хет Хагеланд
2012
2-й Тур Оверйссела
2-й Тур Лимбурга
2013
1-й Пролог (КГ) Тур Португалии
3-й Тур Лимбурга
2015
3-й Тур Люксембурга
2016
2-й Дрёйвенкурс Оверейсе
2017
1-й Рад ам Ринг
2-й Омлоп Мандел-Лейе-Схелде
2018
2-й Примус Классик